# Valentin Ștefan
Valentin Ștefan (n. 25 iunie 1967 în Galați, România) este un fost fundaș român de fotbal. 

## Activitate
În decursul carierei Valentin Ștefan a făcut parte din loturile următoarelor echipe din Liga I:
- Gloria CFR Galați (1988-1989)
- Oțelul Galați (1989-1990)
- Gloria CFR Galați (1990-1992)
- Oțelul Galați (1991-1995)
- Omonia Nicosia (1995-1996)
- Oțelul Galați (1996-1999)
- CSM Reșița (1998-1999)
- Anagennisi Derynias (1999-2000)
- CSM Reșița (2000-2001)